# Campeonato Mundial de Gimnasia Artística de 1983
El XXII Campeonato Mundial de Gimnasia Artística se celebró en Budapest (Hungría) entre el 23 y el 30 de octubre de 1983 bajo la organización de la Federación Internacional de Gimnasia (FIG) y la Federación Húngara de Gimnasia.

## Resultados

### Masculino
| Evento                       | Oro                                                                     | Plata | Bronce |
| ---------------------------- | ----------------------------------------------------------------------- | --- | --- |
| Concurso completo individual | Dimitri Bilozertsev Unión Soviética 119,200                             | Koji Gushiken Japón 118,425                                                                                             | Artur Akopian Unión Soviética / Yun Lou China 118,125                                                       |
| Suelo                        | Fei Tong China 19,00                                                    | Dimitri Bilozertsev Unión Soviética 19,875                                                                              | Ning Li China 19,800                                                                                        |
| Caballo con arcos            | Dimitri Bilozertsev Unión Soviética 20,000                              | György Guczoghy · Hungría / · Xiaoping Li · China · 19,950                                                              | |
| Anillas                      | Dimitri Bilozertsev Unión Soviética / Koji Gushiken Japón 19,925        | | Ning Li China 19,900                                                                                        |
| Salto de potro               | Artur Akopian Unión Soviética 19,875                                    | Ning Li China 19,850 | Bernd Jensch República Democrática Alemana 19,825                                                           |
| Paralelas                    | Vladimir Artemov Unión Soviética / Yun Lou China 19,950                 | | Koji Sotomura Japón / Fei Tong China 19,850                                                                 |
| Barra fija                   | Dimitri Bilozertsev Unión Soviética 19,859                              | Philippe Vatuone Francia / Alexander Pogolerov Unión Soviética 19,825                                                   | |
| Concurso por equipos         | China 591,45 Tong Fei Li Ning Lou Yun Xu Zhiqiang Li Xiaoping Li Yuejiu | Unión Soviética 591,35 Dmitry Bilozerchev Artur Akopyan Alexander Pogorelov Vladimir Artemov Yury Korolev Bogdan Makuts | Japón 588,85 Koji Gushiken Koji Sotomura Nobyuki Kajitani Mitsuake Watanabe Noritoshi Hirata Shinji Morisue |

### Femenino
| Evento                 | Oro | Plata | Bronce |
| ---------------------- | --- | --- | --- |
| Concurso completo ind. | Natalia Yurchenko Unión Soviética 79,350 pts.                                                                            | Olga Mostepanova Unión Soviética 79,000 pts.                                                               | Ecaterina Szabo Rumania 78,975 pts.                                                                                             |
| Suelo                  | Ecaterina Szabo Rumania 19,975                                                                                           | Olga Mostepanova Unión Soviética 19,900                                                                    | Boriana Stoyanova Bulgaria 19,850                                                                                               |
| Salto de potro         | Boriana Stoyanova Bulgaria 19,825                                                                                        | Lavinia Agache Rumania / Ecaterina Szabo Rumania 19,800                                                    | |
| Barras asimétricas     | Maxi Gnauck República Democrática Alemana 19,925                                                                         | Lavinia Agache Rumania / Ecaterina Szabo Rumania 19,800                                                    | |
| Barra                  | Olga Mostepanova Unión Soviética 19,775                                                                                  | Hana Říčná Checoslovaquia 19,750                                                                           | Lavinia Agache Rumania 19,675                                                                                                   |
| Concurso por equipos   | Unión Soviética Olga Bicherova Tatiana Frolova Olga Mostepanova Natalia Ilienko Albina Shishova Natalia Yurchenko 393,45 | Rumania Lavinia Agache Mirela Barbălată Laura Cutina Simona Renciu Mihaela Stănuleţ Ecaterina Szabo 392,10 | República Democrática Alemana Maxi Gnauck Gabriele Faehnrich Astrid Heese Diana Morawe Silvia Rau Bettina Schieferdecker 389,25 |

## Medallero
| Núm. | País           | Oro | Plata | Bronce | Total |
| ---- | -------------- | --- | ----- | ------ | ----- |
| 1    | URSS           | 9   | 5     | 1      | 15    |
| 2    | China          | 3   | 2     | 4      | 9     |
| 3    | Rumania        | 1   | 5     | 2      | 8     |
| 4    | Japón          | 1   | 1     | 2      | 4     |
| 5    | RDA            | 1   | 0     | 2      | 3     |
| 6    | Bulgaria       | 1   | 0     | 1      | 2     |
| 7    | Checoslovaquia | 0   | 1     | 0      | 1     |
| 7    | Francia        | 0   | 1     | 0      | 1     |
| 7    | Hungría        | 0   | 1     | 0      | 1     |
|      | TOTAL          | 16  | 16    | 12     | 44    |